# 戴有祺
戴有祺（1657年—1711年），字丙章，号珑严。江南金山卫（今上海金山）人。
清康熙三十年（1691年）辛未科殿試，康熙帝以其书法出眾，列為一甲一名，第二名為吳昺。不久辭官隐居，晚年窮困潦倒，筑室荒村，有室额题写“慵斋”二字，并作《慵斋野老传》以寄怀。卒于康熙五十年（1711年）。